# ハンソ・イゼルダ
ハンソ・イゼルダ（Hanso Schotanus á Steringa Idzerda、1885年9月26日 – 1944年11月2日) は、オランダの科学者、起業家、無線技術分野の開拓者。一般視聴者向けに、1919年11月6日からオランダで最初の定期的なラジオ放送を開始した。

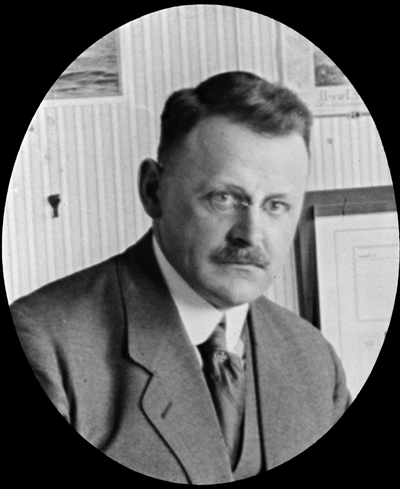
イゼルダ（1919年）

## 生い立ち
イゼルダは、田舎の医者だったヘンリクス・イゼルダとヴィルヘルミナ・フレデリカ・ファン・デ・ウェタリングの息子としてフリースラント州ヴァイダムで生まれた。医者の家系であったが、ドイツ・ビンゲンのライン工科大学で工学を学ぶことを決意し、1913 年に卒業し電気工学技師となった。その後、スヘフェニンゲンのテン・ホーブストラート（Ten Hovestraat）で、「あらゆる分野での電気利用のための」独立したコンサルタントとして活動するようになった。

## 放送事業を開始
1907年から1917年にかけて、既に発明されていた三極真空管を無線技術に導入する作業に取り組んだ。1919年、イゼルダは、人間の声を含む無線メッセージを送受信できる三極管 IDZ管を、当時、電球製造会社であったフィリップスにかけあって作ってもらった。
こうして製造された真空管を使って、イゼルダが個人的に発明・製作した送信機が、PCGG局で放送に使われることになった。
1919年11月6日、オランダで最初の定期的なラジオ放送を開始した。番組は楽曲の合間に彼が少し話をするという構成で進行した。
この時、オランダのハーグからイギリスまで放送信号を送信することができた。この放送時に、後に重要な作家およびラジオ製作者となるヘルマン・デ・マンが出演した。それ以来、番組は毎週放送された。放送を運営する費用はイゼルダ自身の資金といくらかの寄付によってまかなわれていたが、1922年、 デイリー・メールは イゼルダを後援することを決定した。
その後、デイリー・メールが支援を停止すると、イゼルダの会社は倒産した。

## ナチスに処刑される
1944年11月2日、彼の自宅近くで実験されていたナチス・ドイツのV-2ロケットが墜落したので、イゼルダは様子を見に行ったが退去するように命じられ、それでもロケットに忍び込んだために即座に処刑された。